# Zajedalski pagoban
Zajedalski pagoban (znanstveno ime Pseudoboletus parasiticus) je gliva iz rodu pagobanov (Pseudoboletus).

## Značilnosti[1]
Raste kot zajedalec na navadni trdokožnici (Scleroderma citrinum). 
Klobuk je velik 3-5 cm, na začetku z podvihanim robom, nato se zravna. Gladek, rumeno rjav, v suši kožica rada razpoka.
Trosovnica je cevasta in rumene barve. Cevke so priraščene na bet in potekajo nekoliko po betu navzdol.
Bet je valjast, poln in trd ter pritrjen na gostiteljsko gobo.

## Mikroskopske značilnosti
Trosni odtis je olivno rumene barve. Trosi merijo 11–18 x 4–5,5 µm.

## Uporabnost
Užitna, dobra dokler so gobe še mlade in trde.

## Galerija slik
- Ilustracija
- Dva zajedalska pagobana na eni trdokožnici